# Clifton Worsley
Clifton Worsley és el pseudònim de Pere Astort i Ribas, (Barcelona, 24 de setembre de 1872 - 13 de març de 1925), compositor de música.
Pere Astort i Ribas, més conegut com a Clifton Worsley, va ser un dels músics més famosos de Barcelona a principis del segle xx.Es creu que va ser el pioner del jazz a Catalunya i un visionari musical que va ser capaç de predir les tendències de moda a les sales de ball més sofisticades durant el primer terç del s.XX. Va triunfar als Estats Units amb les seves composicions, inspirades en la música popular de l’altra banda de l’atlàntic. Va morir a Barcelona el 13 de març de 1925 i va néixer a Barcelona el 24 de setembre de 1872. Fill del fuster Joaquim Astor Dorca natural d'Arenys de Mar i de Teresa Ribas Mitjavila natural de Barcelona.
Es va formar a l'escolania de la basílica de la Mercè de Barcelona i estudià piano amb Llorenç Bau.
Abans d’adoptar el sobrenom de Clifton worsley, Astort havia començat a donar-se a conèixer com a dependent a Can Guàrdia, la popular botiga i editorial de partitures barcelonina, que més tard agafà el nom de Casa Beethoven, i amb el temps es convertí en un dels treballadors millor considerats als ulls de la selecta clientela que acollia la botiga.
Va adoptar el sobrenom de Clifton Worsley a partir del consell de Charles Danton, músic americà, que un dia va entrar a la botiga mentre ell tocava al piano un valset compost per ell mateix. Danton va quedar meravellat i li va dir que sonava com els valsos de la seva ciutat: Boston, recomanant-li que canviés el nom per un que sonés més estatunidenc.
El 1899, Astort, o Worsley com ara se’l coneixia, va publicar el seu primer “Boston vals”, amb l’editorial de la botiga.
El 1912 ja havia publicat més de 40 composicions d'aquesta mena, a més d'altres danses que obtingueren igualment molta popularitat. Entre llurs valsos Boston cal destacar pel seu èxit: Beloved (fou el primer que publicà, amb el títol de Boston Vals i assolí tanta acceptació que l'edició s'exhaurí ràpidament, aquesta obra li proporcionà fama internacional), Charmant, Vision, Royal-Walts, Tout Amour, The Skaters, Fascinating-Walts, Vertige i Good-Bye-Two-steps. Major èxit que els anteriors, varen obtenir els valsos lents per a cant i piano: Folie d'Amour, Jolis serments, Lèvres Adorèes, Etoile d'amour (que inspirà un poema al poeta Millandy), Tes folles caresses, Tes yeux de flamme, Pas ce soir, etc. Cal cloure aquesta llista amb les següents composicions, pertanyents al mateix gènere en què tant es distingí Astort: Mourant d'Amour, Boudeuse, D'etoile en etoile, Glissante, L'amour ne meurt jamais, Flirtation, Amoureusement, Aveu d'amour, Valse dorèe, Je vous en prie, Presentiment, Ma foi tant pis Veilles Amours, Langourense, Pleine de larmes i Encore je t'aime.
A banda de valsos, però, compongué operetes com Emma (1916) rebatejada poc després com El Vals de los pájaros (1917) o "¡Palabra de rey!" (1917).
Worsley va acabar escrivint unes 200 composicions, algunes les quals van ser publicades per Unió Musical Espanyola i per Vidal Llimona i Boceta, en alguns casos amb portades il·lustrades pel conegut artista Llorenç Brunet i amb noms tradicionals com: La vaquerita (Little Cowgirl), La vendedora de moras (The Blackberry Seller), El fracaso del abate (The Abbé's Failure), Mi serrano (My Mountain-Dweller) e Intrigas cortesanas (Court Intrigues); o en altres idiomes: francès (Tes yeux des flames, Encore je t'aime), italià (Il rosaio, Tu sei lontana) i català (Tres cansons catalanas).
No totes les obres de Clifton Worsley van prendre la forma de valsos o altres tipus de composicions breus i ballables; més aviat, també va experimentar amb gèneres més substancials. L'any 1916, per exemple, es va estrenar al Teatro de la Zarzuela de Madrid l'opereta Emma, amb lletra de Gonzalo Firpo i música del mateix Worsley. La crítica de la capital espanyola va fer un atac salvatge a l'obra, fins al punt d'etiquetar amb menyspreu els seus creadors de “catalans”, com es queixava un article de La Vanguardia el 6 de juliol de 1916. “El geni de la Rambla de Catalunya devia estar convençut que els madrilenys ens deixaríem enganyar per un pobre pagès català”, va dir un dels crítics madrilenys, que va definir l'opereta com una “monstruositat horrible amb tot el valor d'una sabatilla”.
Worsley va tenir més sort amb una altra opereta, El vals de los pájaros, un èxit rotund que es va estrenar al teatre Tívoli de Barcelona el 24 de febrer de 1917 i va durar diverses setmanes. En el que avui anomenaríem un avançament, un periodista de La Vanguardia anomenat Mariano Fuster va cridar l'atenció sobre les peces breus de Clifton Worsley: “Els seus interminables valsos, dos passos, fox-trots, etc., han fet voltes i continuen donant voltes triomfant a totes les sales de ball sofisticades […] Ha guanyat tanta popularitat d'ells que les versions publicades serien suficients per si soles per haver enriquit el seu compositor”. Fuster destaca el caràcter bondat i modest d'Astort: "és un home modest, i pot ser que la seva excessiva modèstia li hagi impedit aconseguir la recompensa que la fortuna li ha volgut donar en diverses ocasions".
La majoria d'aquestes produccions les tingueren en repertori, degudament adaptades, les millors orquestres de tot el món.
Es conserven 3 obres seves per a piano al fons MatV.
Després de la seva mort el 1925, Astort va ser oblidat gradualment.